# 真假美猴王之大圣无双
《真假美猴王之大圣无双》，2020年12月5日在中国大陆上映的魔幻片，改编自吴承恩的神话小说《西游记》，导演罗乐，主演杜奕衡、贺刚、金巧巧、吴孟达。

## 演出
| 名字     | 角色 | 备注 |
| -------- | ---- | ---- |
| 杜奕衡   |      |      |
| 贺刚     |      |      |
| 金巧巧   |      |      |
| 吴孟达   |      |      |
| 江约诚   |      |      |
| 程野     |      |      |
| 胡林希   |      |      |
| 谷尚蔚   |      |      |
| 孙聪     |      |      |
| 白那日苏 |      |      |

## 制作
金巧巧以前出演了《西游记》的孔雀公主。吴孟达和江约诚以前在《大话西游之大圣娶亲》中出演的二师兄和三师弟。

## 外部连接
- 豆瓣电影上《真假美猴王之大圣无双》的資料 （简体中文）
- 时光网上《真假美猴王之大圣无双》的資料（简体中文）